# Bethlenháza
Bethlenháza (románul és németül Bethausen) falu Romániában, Temes megyében. Községközpont, Kladova, Gutonya, Klicsó, Lőkösfalva és Nőrincse tartozik hozzá.

## Fekvése
Lugostól 17 km-re északkeletre, a Béga jobb partján fekszik.

## Története
Zichyfalváról érkező német telepesek alapították 1883-ban Bethausen néven. 1888-ban és 1913-ban Bethlenháza néven írták.
1910-ben 1020 lakosából 605 német, 248 magyar, 144 román volt. Ebből 824 római katolikus, 128 görögkeleti ortodox, 35 görögkatolikus volt.
A trianoni békeszerződés előtt Krassó-Szörény vármegye Bégai járásához tartozott.
2002-ben 909 lakosából 784 román, 74 roma, 35 magyar, 14 német, 1 szerb és 1 bolgár nemzetiségű volt.